# Emilio Viqueira
Emilio José Viqueira Moure (Santiago de Compostela, 20 settembre 1974) è un dirigente sportivo ed ex calciatore spagnolo, di ruolo centrocampista.

## Palmarès

### Club

#### Competizioni nazionali
- Segunda División: 2

Recreativo Huelva: 2005-2006
Xerez: 2008-2009